# Shimian

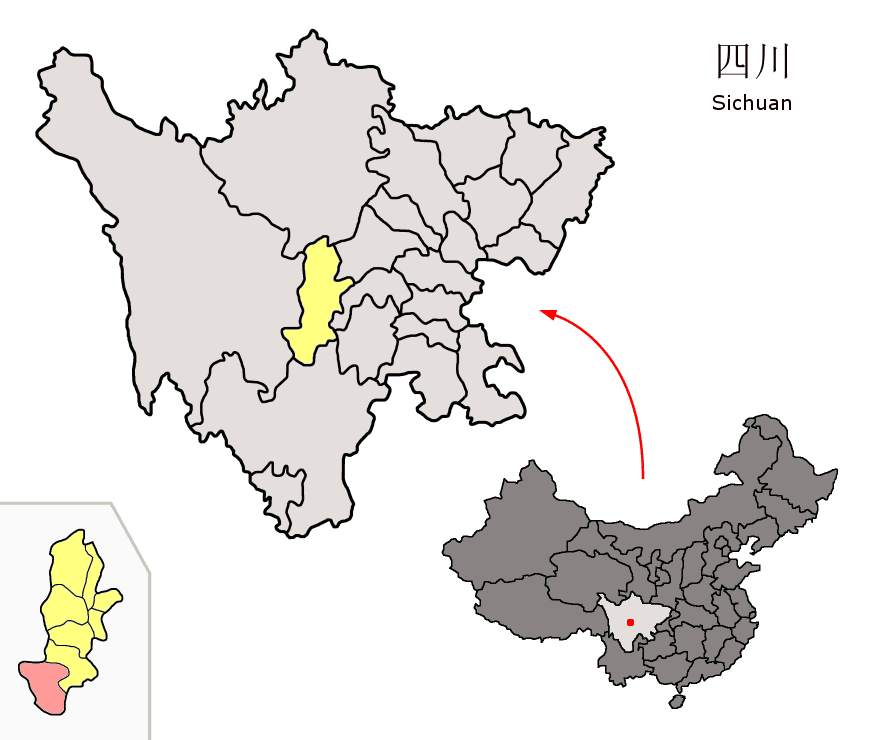
Lage des Kreises Shimian in der Provinz Sichuan.

Shimian (chinesisch 石棉县, Pinyin Shímián Xiàn) ist ein Kreis im zentralen Westen der südwestchinesischen Provinz Sichuan, der zum Verwaltungsgebiet der bezirksfreien Stadt Ya’an gehört. Er hat eine Fläche von 2.457 km² und zählt 114.116 Einwohner (Stand: Zensus 2020). Sein Hauptort ist das Straßenviertel Miancheng (棉城街道).